# Saltos ornamentais nos Jogos Olímpicos de Verão de 1928
Os saltos ornamentais nos Jogos Olímpicos de Verão de 1928 foram disputados em Amsterdã, nos Países Baixos, com quatro eventos realizados.

## Trampolim de 3 m masculino
| Pos. | País                 | Atletas          |
| ---- | -------------------- | ---------------- |
|      | Estados Unidos (USA) | Peter Desjardins |
|      | Estados Unidos (USA) | Michael Galitzen |
|      | Egito (EGY)          | Farid Simaika    |

## Plataforma de 10 m masculino
| Pos. | País                 | Atletas          |
| ---- | -------------------- | ---------------- |
|      | Estados Unidos (USA) | Peter Desjardins |
|      | Egito (EGY)          | Farid Simaika    |
|      | Estados Unidos (USA) | Michael Galitzen |

## Trampolim de 3 m feminino
| Pos. | País                 | Atletas         |
| ---- | -------------------- | --------------- |
|      | Estados Unidos (USA) | Helen Meany     |
|      | Estados Unidos (USA) | Dorothy Poynton |
|      | Estados Unidos (USA) | Georgia Coleman |

## Plataforma de 10 m feminino
| Pos. | País                 | Atletas                   |
| ---- | -------------------- | ------------------------- |
|      | Estados Unidos (USA) | Elizabeth Becker-Pinkston |
|      | Estados Unidos (USA) | Georgia Coleman           |
|      | Suécia (SWE)         | Laura Sjöqvist            |

## Quadro de medalhas dos saltos ornamentais
| Ordem | País               | Medalha de ouro | Medalha de prata | Medalha de bronze | Total |
| ----- | ------------------ | --------------- | ---------------- | ----------------- | ----- |
| 1     | USA Estados Unidos | 4               | 3                | 2                 | 9     |
| 2     | EGY Egito          | 0               | 1                | 1                 | 2     |
| 3     | SWE Suécia         | 0               | 0                | 1                 | 1     |

## Referência
(em inglês) Relatório oficial dos Jogos Olímpicos de Amsterdã 1928